# Земля Улафа V
Земля́ У́лафа V (норв. Olav V Land) — ледник на острове Западный Шпицберген в архипелаге Шпицберген (Норвегия).
Площадь ледника составляет более 4150 км², что делает его крупнейшим на острове. Также ледник является вторым по площади во всём архипелаге (после Остфонны, расположенной на острове Северо-Восточная Земля, площадь которой 8492 км²).
Ледник получил своё название в честь Улафа V, короля Норвегии в 1957—1991 годах.